# دوروتيه فون فيلزن
دوروتيه فون فيلزن (بالألمانية: Dorothee von Velsen) (ولدت في 29 نوفمبر 1883 في Zabrze وتقع حاليا في بولندا – وماتت في 16 مايو 1970 في كوخل) هي كاتبة ألمانية ومن الرائدات في الحركة النسائية في عصرها.
تولت فون فيلزن رئاسة رابطة المرأة الألمانية وكانت عضوا في مجلس إدارة رابطة النقابات النسائية الألمانية. وقد انخرطت في صفوف الحركة النسائية عن طريق أليسه زالومون (بالألمانية: Alice Salomon).

## من أعمالها
Wir leben eine Spanne Zeit, 1950
Im Alter die Fülle, 1956 (Erinnerungen)